# Olaszország az 1924. évi téli olimpiai játékokon
Olaszország a franciaországi Chamonix-ban megrendezett 1924. évi téli olimpiai játékok egyik részt vevő nemzete volt. Az országot az olimpián 4 sportágban 23 sportoló képviselte, akik érmet nem szereztek.

## Bob
| Versenyző                                                                                         | 1. futam | 1. futam | 2. futam      | 2. futam      | 3. futam | 3. futam | 4. futam | 4. futam | Összesítés | Összesítés |
| Versenyző                                                                                         | Idő      | Hely.    | Idő           | Hely.         | Idő      | Hely.    | Idő      | Hely.    | Idő        | Helyezés   |
| ------------------------------------------------------------------------------------------------- | -------- | -------- | ------------- | ------------- | -------- | -------- | -------- | -------- | ---------- | ---------- |
| Lodovico Obexer Massimo Fink Paolo Herbert Giuseppe Steiner Alois Trenker                         | 1:53,00  | 6.       | 1:49,69       | 6.            | 1:48,73  | 6.       | 1:43,99  | 6.       | 7:15,41    | 6.         |
| Luigi Tornielli di Borgolavezzaro Adolfo Bocchi Leonardo Bonzi Alfredo Spasciani Alberto Visconti | 4:08,44  | 7.       | nem ért célba | nem ért célba | kiesett  | kiesett  | kiesett  | kiesett  | kiesett    | kiesett    |

## Military patrol
| Versenyző                                             | Időeredmény   | Célpont       | Eredmény      | Helyezés      |
| ----------------------------------------------------- | ------------- | ------------- | ------------- | ------------- |
| Piero Dente Albino Bich Goffredo Lagger Paolo Francia | nem ért célba | nem ért célba | nem ért célba | nem ért célba |

## Sífutás
| Versenyző          | Versenyszám | Eredmény  | Helyezés |
| ------------------ | ----------- | --------- | -------- |
| Achille Bacher     | 18 km       | 1:36:03,8 | 21.      |
| Antonio Herin      | 18 km       | 1:33:06,4 | 13.      |
| Daniele Pellissier | 18 km       | 1:33:45,2 | 15.      |
| Enrico Colli       | 18 km       | 1:26:32,4 | 12.      |
| Enrico Colli       | 50 km       | 4:10:50   | 9.       |
| Vincenzo Colli     | 50 km       | 4:31:34   | 11.      |
| Benigno Ferrera    | 50 km       | 4:45:39   | 13.      |
| Giuseppe Ghedina   | 50 km       | 4:27:48   | 10.      |

## Síugrás
| Versenyző     | 1. ugrás | 1. ugrás | 1. ugrás | 2. ugrás | 2. ugrás | 2. ugrás | Összesítés | Összesítés |
| Versenyző     | Távolság | Pont     | Hely.    | Távolság | Pont     | Hely.    | Pont       | Helyezés   |
| ------------- | -------- | -------- | -------- | -------- | -------- | -------- | ---------- | ---------- |
| Mario Cavalla | 32,0     | 12,750   | 21.*     | 32,5     | 12,460   | 21.      | 12,605     | 19.        |
| Luigi Faure   | 34,0     | 14,083   | 18.      | 33,5     | 13,937   | 18.      | 14,010     | 17.        |

* - egy másik versenyzővel azonos eredményt ért el